# Gentlemen Are Born
Gentlemen Are Born è un film statunitense del 1934 diretto da Alfred E. Green.